# Brian Hansen
Brian Hansen (ur. 3 września 1990 w Evanston) – amerykański łyżwiarz szybki, srebrny medalista olimpijski i dwukrotny medalista mistrzostw świata.

## Kariera
Pierwszy sukces w karierze Brian Hansen osiągnął w 2008 roku, kiedy wspólnie z kolegami z reprezentacji zdobył brązowy medal w biegu drużynowym podczas mistrzostw świata juniorów w Changchun. Na rozgrywanych rok później mistrzostwach świata juniorów w Zakopanem zdobył brązowe medale w biegu drużynowym i wieloboju oraz srebrny na dystansie 5000 m. W tym samym roku wspólnie z Ryanem Bedfordem i Trevorem Marsicano zdobył brązowy medal na mistrzostwach świata na dystansach w Vancouver. W 2010 roku zdobył cztery medale na mistrzostwach świata juniorów w Moskwie: złote w biegach na 1000 i 1500 m oraz srebrne w wieloboju i na dystansie 5000 m. W lutym tego roku wspólnie z Chadem Hedrickiem, Jonathanem Kuckiem i Trevorem Marsicano zdobył srebrny medal w biegu drużynowym na igrzyskach olimpijskich w Vancouver. W swoim jedynym indywidualnym starcie, biegu na 1500 m, zajął osiemnaste miejsce. Srebrny medal w drużynie zdobył także podczas rozgrywanych dwa lata później mistrzostw świata na dystansach w Heerenveen. W 2014 roku brał udział w igrzyskach w Soczi, gdzie był siódmy w biegu drużynowym i na dystansie 1500 m, dziewiąty na 1000 m, a biegu na 500 m nie ukończył.

### Mistrzostwa świata
- Mistrzostwa świata na dystansach
  - brąz – 2009 (drużyna)